# Ischnura heterosticta

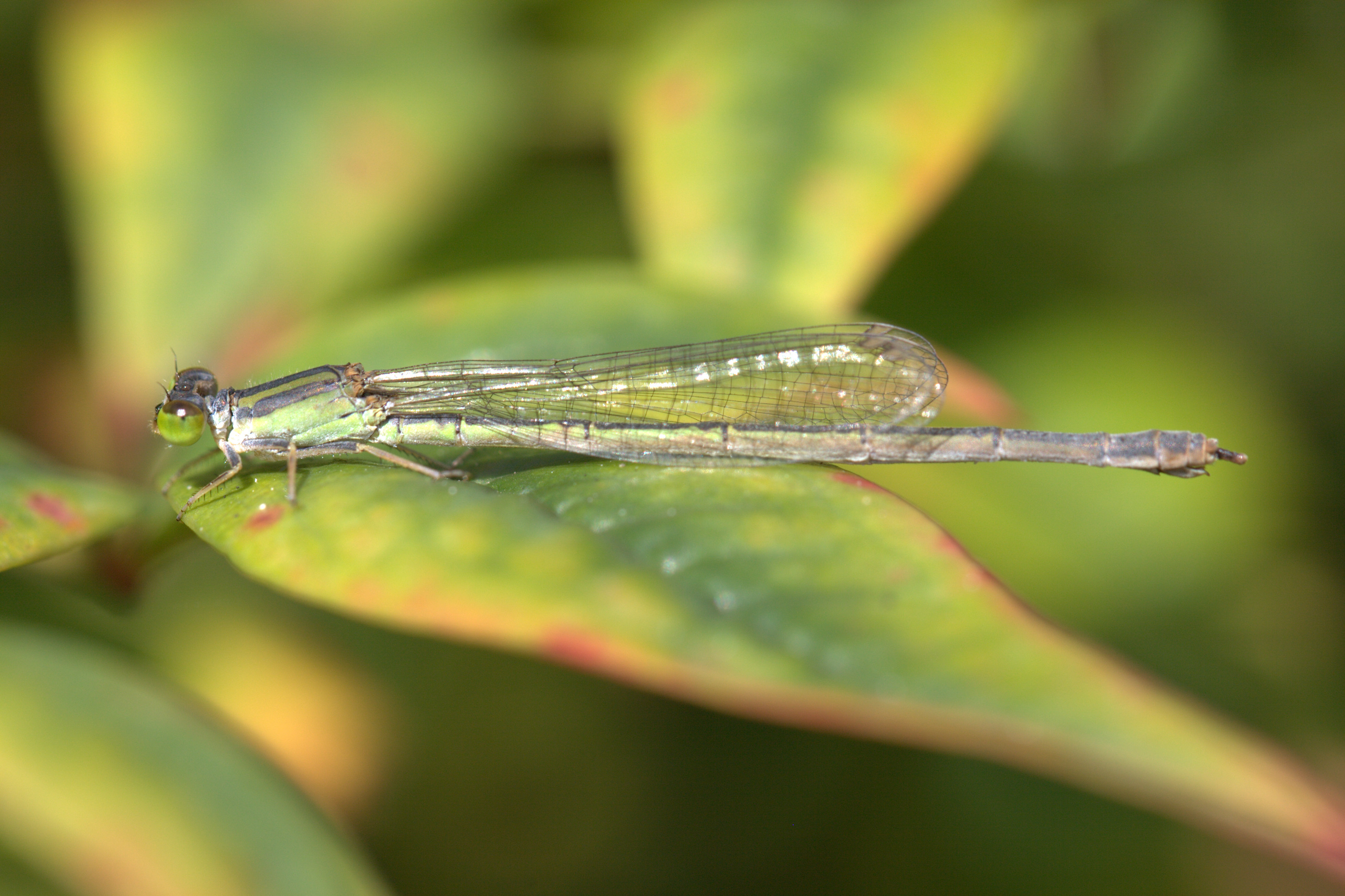

Ischnura heterosticta – gatunek ważki z rodziny łątkowatych (Coenagrionidae).